# Lijst van Amerikaanse leenwoorden in het Nederlands
Anders dan vaak wordt gedacht, is het gros van de Engelse leenwoorden in het Nederlands van Amerikaanse oorsprong. Dit hoort men onder andere aan de uitspraak (director wordt in het Nederlands altijd uitgesproken met een aai-klank als in "fraai", en vrijwel nooit met een i-klank als in "gif") en ziet men onder andere aan de spelling (diskjockey in plaats van disc jockey). Uitzonderingen hierop zijn woorden die al langer in de Nederlandse taal ingeburgerd zijn, zoals lift (Amerikaans: elevator) en hovercraft (Amerikaans: ACV (air-cushion vehicle)).
Deze lijst van Amerikaanse leenwoorden in het Nederlands zal een aantal woorden behandelen.
assdit woord betekende en betekent in alle vormen van het Engels "ezel", maar is in het Amerikaans Engels ook hoe het algemene arse gespeld wordt (waarschijnlijk oorspronkelijk een spelfout, verkregen door verwarring van r in non-rhotic accenten niet uitgesproken wordt). In Nederland is vooral het scheldwoord asshole in zwang.
bashen"to bash" betekent in alle vormen van het Engels "rammen". In het Brits Engels heeft het als informele bijbetekenis "masturberen", in het Amerikaans "mondeling aanvallen", "afzeiken".
bombvoornamelijk in de jongerentaal wordt dit woord gebruikt om iets aan te duiden dat helemaal te gek is (bijvoorbeeld "da bomb"). In het Brits Engels komt dit woord niet voor.
bullshitdit woord, dat letterlijk stierenschijt betekent, wordt veel in het Nederlands gebruikt in de betekenis van "onzin". In het Schots- en Engels-Engels is het woord bollocks gebruikelijk, daarbuiten wordt onzin met de niet-informele term nonsense aangeduid.
candybuiten de VS spreekt men van sweets. Het woord candy wordt in het Nederlands veel gezien in de reclame en in samenstellingen als candybar (Brits/Canadees: chocolate bar).
diskjockeywordt in de rest van de Engelstalige wereld als disc jockey geschreven.
pissedin het Amerikaans Engels betekent dit woord "boos, gefrustreerd" en in het Brits Engels "dronken"; het is dus een valse vriend. Het Amerikaanse woord komt van pissed off, wat in zowel het Brits als het Amerikaans hetzelfde betekent. In het Nederlands zijn beide betekenissen van "pissed" gangbaar, maar is de eerste bekender.
solitairedeze term wordt vooral in computergerelateerde context gebruikt als synoniem voor Patience (het kaartspel). dit spel heet in het Brits Engels gewoon patience (dus met de Engelse uitspraak, niet de Franse).
sports utility vehicle (SUV)Dit woord wordt ook in Australië en Canada gebruikt, maar in Groot-Brittannië is het four-wheel drive.
talkshowvan het Amerikaanse talk show (Brits: chat show).
womanizerzoals alle woorden met -ize wordt het buiten de VS en Canada voornamelijk als -ise geschreven (womaniser), hoewel de spelling met de z ook voorkomt op de Britse Eilanden.
zippervoor dit woord, dat "rits" betekent, wordt in Groot-Brittannië kortweg zip gebruikt.